# Lásenice
Lásenice (deutsch Lassenitz) ist eine Gemeinde in Tschechien. Sie liegt neun Kilometer südwestlich von Jindřichův Hradec und gehört zum Okres Jindřichův Hradec.

## Geographie

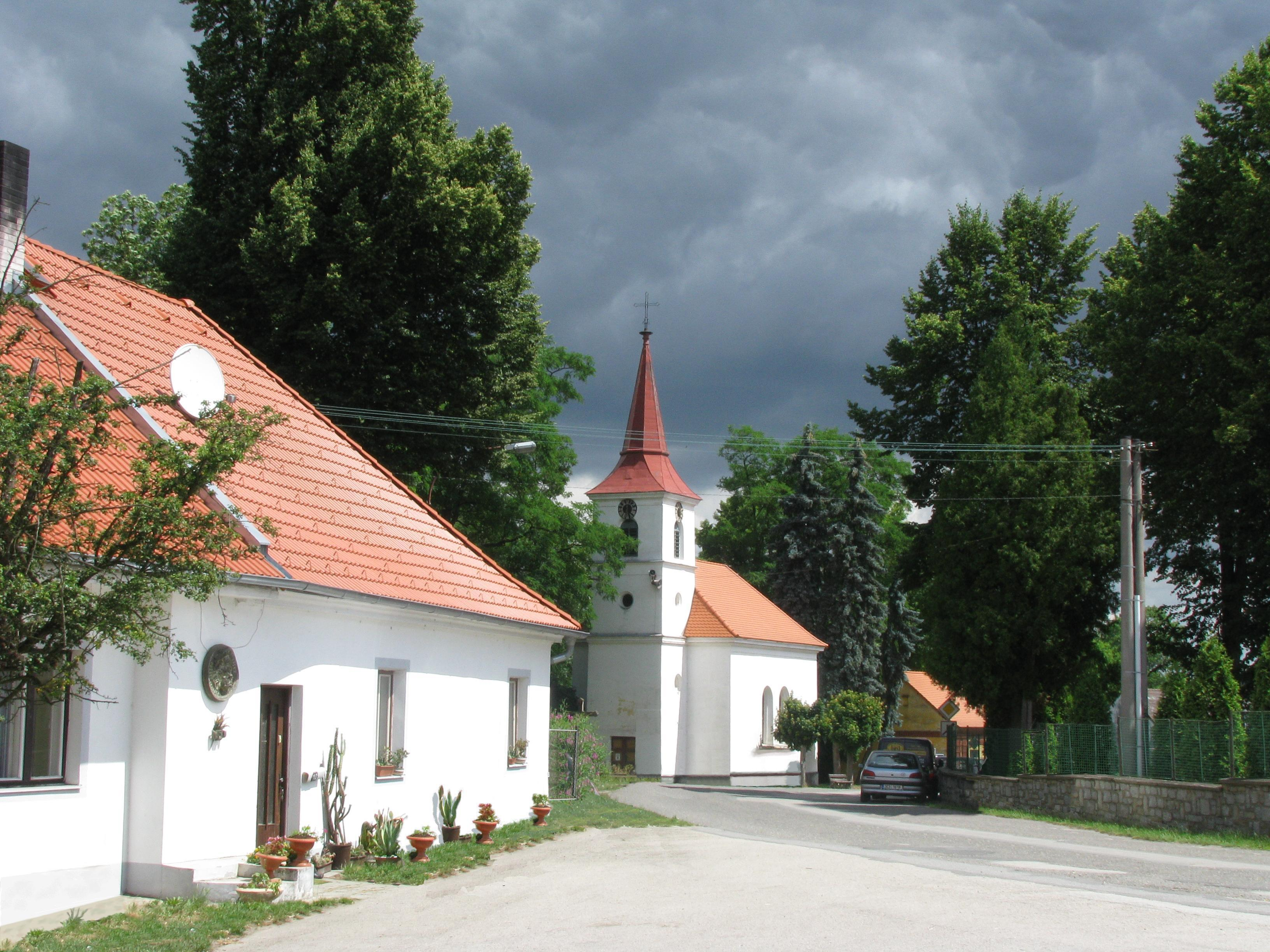
Lasenice

Lásenice befindet sich im Tal der Nežárka zwischen der Kardašořečická pahorkatina und der Javořická vrchovina. Umgeben wird das Dorf von einer Vielzahl von Teichen, von denen der direkt am Ort gelegene Formanský rybník und der Velká Lásenice im Süden die größten sind. Südlich erhebt sich die 607 m hohe Homolka.
Nachbarorte sind Horní Lhota und Malíkov nad Nežárkou im Nordosten, Nová Ves im Osten, Příbraz und Dolní Lhota im Südwesten, Dvorce und Stráž nad Nežárkou im Westen sowie Plavsko und Vydří im Nordwesten.

## Geschichte
Erstmals urkundlich erwähnt wurde das an der durch das Nežárkatal führenden Handelsstraße von Neuhaus nach Budweis gelegene Dorf einschließlich einer Feste im Jahre 1366. 1382 besaß Nikolaus Roth von Lassenitz die Feste und ab 1429 gehörte sie Meinhard von Neuhaus.
Zwischen 1420 und 1421 befand sich in Lásenice eine hussitische Wagenburg, innerhalb der zum Zwecke der Gottesdienste ein Holzkreuz aufgestellt wurde. An dessen Stelle entstand im 16. Jahrhundert ein hölzerner Glockenturm, der 1742 abbrannte. An seiner Stelle entstand eine der Jungfrau Maria und Johannes von Nepomuk geweihte gemauerte Kapelle, welche 1863 durch die heutige ersetzt wurde.
Bekanntheit erlangte die zwischen 1360 und 1374 gefertigte Pieta von Lásenice, welche sich bis ins 18. Jahrhundert in einer Kapelle im Dorf befand. Sie stammte ursprünglich aus der Margarethenkirche in Dubovice. Im 19. Jahrhundert wurde das Kunstwerk vom Rat der Prager Nationalgalerie gespendet und befindet sich heute in der dortigen Sammlung gotischer Kunst im ehemaligen Agneskloster zu Prag.
Die Umgebung des Ortes zog im 19. und 20. Jahrhundert namhafte Maler an, zu denen Antonín Chittussi, Otakar Nejedlý und Václav Vojtěch Novák gehörten. Auf Initiative des Malers Franta Volf entstand die Malá lásenická galerie, in der Ausstellungen von zeitgenössischen Malern und Fotografen präsentiert werden.

## Gemeindegliederung
Für die Gemeinde Lásenice sind keine Ortsteile ausgewiesen. Zu Lásenice gehören die Einschichten Koranda, Na Obci, Novoveský Dvůr (Schönborner Hof), U Hrbka (Daniel) und Včelnice.

## Sehenswürdigkeiten
- Kapelle des Hl. Johannes von Nepomuk, errichtet 1863 an der Stelle eines Vorgängerbaus.

## Söhne und Töchter der Gemeinde
- Karel Hájek (1900–1978), Begründer der tschechischen Fotojournalistik